# Giulio Maceratini
Giulio Maceratini (ur. 13 lutego 1938 w Rzymie, zm. 25 lipca 2020 tamże) – włoski polityk, prawnik i działacz partyjny, poseł Parlamentu Europejskiego i Izby Deputowanych oraz senator.

## Życiorys
W młodości grał w juniorskiej drużynie Lazio Rzym. Ukończył studia prawnicze, następnie obronił doktorat. Był uczniem Juliusa Evoli. Praktykował jako adwokat, będąc pełnomocnikiem w sprawach kasacyjnych. W latach 70. pozostawał dyrektorem Centro Nazionale Sportivo Fiamma.
W latach 60. działał w grupie Nowy Porządek; od 1960 kierował także ruchem studenckim Gioventù mediterranea. Zaangażował się w działalność Włoskiego Ruchu Społecznego, w 1969 wszedł do jego krajowego dyrektoriatu. W 1970 był krótko liderem młodzieżówki rozłamowej partii Front Narodowy, potem powrócił do MSI. Jego działalność znajdowała się pod obserwacją policji i służb specjalnych, oskarżano go m.in. o organizację obozów paramilitarnych i powiązania z ruchami terrorystycznymi.
Zasiadał w radzie regionu Lacjum. W latach 1983–1994 zasiadał w Izbie Deputowanych IX, X i XI kadencji. Jednocześnie od 6 czerwca do 1 października 1988 był posłem do Parlamentu Europejskiego (w miejsce Giorgio Almirante), przystąpił do Grupy Prawicy Europejskiej. Od 1994 do 2001 pozostawał członkiem Senatu, następnie powrócił do izby niższej na okres XIV kadencji. W latach 90. należał do zwolenników przejęcia władzy w MSI przez Gianfranco Finiego, przeszedł do powstałego z przekształcenia MSI Sojuszu Narodowego (gdzie był członkiem zarządu krajowego). Jednocześnie w ramach tej ostatniej partii szefował efemerycznej podgrupie Iniziativa. W latach 1994–2001 kierował też frakcjami parlamentarnymi Włoskiego Ruchu Społecznego i Sojuszu Narodowego. W 2006 nie kandydował ponownie do parlamentu, ale zapowiedział ubieganie się o fotel burmistrza Rzymu.